# 스코틀랜드 고지

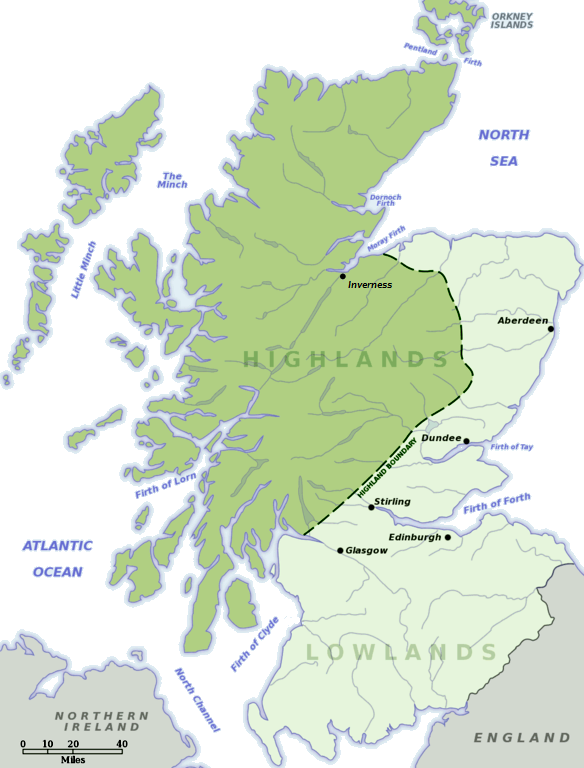
하일랜드와 로우랜드

스코틀랜드 고지 또는 하일랜즈(영어: Highlands, 스코틀랜드 게일어: A' Ghàidhealtachd, 스코트어: the Hielands)는 스코틀랜드의 지방이다. 일반적으로 스코틀랜드의 북쪽을 뜻한다. 하일랜드 지방의 행정 중심은 인버네스이다.
일반적으로 인구가 희박하고, 산맥이 많으며, 그 속에는 브리튼 제도 최고봉인 벤네비스 산이 있다. 하일랜드는 19세기 이전에는 현재보다 훨씬 많은 인구를 갖고 있었지만, 스코틀랜드에서 자코바이트가 대두되어 하일랜드의 전통적인 방식의 비합법화 등의 요인이 복합된 악명 높은 토지 청소(하일랜드 청소)와 산업 혁명 시대의 도시로의 대량 이입된 결과 현재는 유럽에서 가장 인구 밀도가 낮은 지역 중 하나가 되었다. 하일랜드와 북부 아일랜드의 평균 인구 밀도는 스웨덴, 노르웨이, 파푸아 뉴기니, 아르헨티나 보다 낮다.
하일랜드의 대부분을 담당하는 행정체는 하일랜드이며, 인버네스 코트의 어원이 된 것으로 알려진 인버네스에 행정의 중심이 놓여있다. 하일랜드 지방의 행정 구분은 이 밖에 애버딘셔, 앵거스, 아가일 뷰트, 머레이, 퍼스 킨로스, 스털링이 있다. 애런섬은 행정상으로 노스에어셔에 속하지만 애런섬 북부는 일반적으로 하일랜드의 일부로 간주되고 있다.

## 같이 보기
- 벤네비스산